# El Águila de Veracruz
El Águila de Veracruz est un club mexicain de baseball de la Ligue mexicaine de baseball située à Veracruz. Il compte six titres de champions et évolue à domicile au Parque Deportivo Universitario Beto Ávila, enceinte de 7319 places.

## Histoire

Ancien logo

## Palmarès
- Champion de la Ligue mexicaine de baseball (6) : 1937, 1938, 1952, 1961, 1970, 2012.
- Vice-champion de la Ligue mexicaine de baseball (4) : 1939, 1960, 1962, 1968.